# Brisa Sánchez
Brisa N. Sánchez es una bioestadística y epidemióloga ambiental mexicano-estadounidense, cuyas investigaciones han incluido trabajos sobre el análisis espacial de restaurantes de comida rápida, sobre nutrición en escuelas, sobre la relación entre las características de los barrios y la salud de sus residentes, sobre la infraestructura hídrica en la Ciudad de México, y sobre modelos de variables latentes en estadísticas ambientales .    Es profesora Dornsife de Bioestadística en la Universidad de Drexel . 

## Educación y carrera
Sánchez creció en la frontera entre México y Estados Unidos,   viviendo en Puerto Palomas, Chihuahua, pero yendo a la escuela al otro lado de la frontera en la cercana Deming, Nuevo México .  Se especializó en matemáticas y se especializó en física en la Universidad de Texas en El Paso, donde se graduó en 2000.  Originalmente tenía la intención de convertirse en profesora de matemáticas, pero cambió de dirección después de asistir a un programa de verano sobre matemáticas de la salud pública en la Universidad de Cornell, dirigido por Carlos Castillo-Chávez, y luego, en 1999, presentó su investigación del programa en una conferencia de la Sociedad para el avance de los chicanos/hispanos y los nativos americanos en la ciencia .   Después de continuar en la Universidad de Texas en El Paso para obtener una maestría en estadística en 2001, se mudó a la Universidad de Harvard para realizar estudios de posgrado en bioestadística, financiados por una beca predoctoral Howard Hughes.   Obtuvo una segunda maestría en 2003 y completó su doctorado. en 2006. Su disertación, Ecuación estructural y modelos de variables latentes: ajuste, diagnóstico y aplicaciones a la epidemiología ambiental, fue supervisada por Louise M. Ryan . Se unió a la facultad de la Universidad de Michigan en 2006 como profesora asistente de investigación, se convirtió en profesora asistente de rango regular en 2008 y fue nombrada profesora asistente John G. Searle en 2012. Fue ascendida a profesora asociada en 2013 y a profesora titular en 2018.  En 2019, se trasladó a la Universidad de Drexel como profesora Dornsife. 

## Reconocimiento
En 2020 Sánchez fue nombrada Fellow de la Asociación Estadounidense de Estadística.